# Xexex
Xexex est un jeu vidéo de type shoot them up à défilement horizontale développé et édité par Konami sur borne d'arcade en 1991.

## Rééditions
- 2007 : le 25 juin au Japon dans la compilation Salamander Portable sur PlayStation Portable.